# Đurđina Jauković
Đurđina Jauković (ur. 24 lutego 1997 w Nikšiciu) – czarnogórska piłkarka ręczna, reprezentantka kraju, grająca na pozycji lewej rozgrywającej w klubie Brest Bretagne.

## Odznaki
- tytuł MVP na Mistrzostwach Europy U-19 w piłce ręcznej kobiet 2015
- tytuł najlepszego strzelca na Mistrzostwach Europy U-19 w piłce ręcznej kobiet 2015